# Dave Benton
Dave Benton (født 31. januar 1951) er en arubansk sanger og musiker, der blev kendt i Europa i 2001 da han sammen med Tanel Padar og 2XL vandt Eurovision Song Contest med "Everybody" for Estland.